# Петров Юрій Іванович
Юрій Іванович Петров (рос. Юрий Иванович Петров; нар. 1926, Москва, РРФСР — пом. ?, Москва, Росія) — радянський російський футболіст, воротар. Майстер спорту СРСР.

## Життєпис
Учасник Німецько-радянської війни. Стрілець загону відділу контррозвідки СМЕРШ 343 стрілецької Белостокской Червонопрапорної Ордена Кутузова 2-го ступеня дивізії. Нагороджений орденом Червоної Зірки (10 травня 1945), медаллю «За відвагу» (19 грудня 1944), орденом Вітчизняної війни II ступеня (6 квітня 1985).
У 1947 році — в складі «Дзержинця» (Харків). У 1948-1949 роках грав за «Металург» (Москва). У 1950 році — в складі «Металурга» (Сталінск), КФК, згодом перейшов у «Шахтар» (Сталіно), де став бронзовим призером чемпіонату 1951 і півфіналістом Кубку СРСР 1951. У 1953 році перейшов у «Торпедо» (Москва). Першим воротарем був Олег Михайлов, але після того, як він пропустив в двох матчах 12 м'ячів, основним воротарем став Петров. 3-й призер чемпіонату. У 1955 році став четвертим воротарем і перейшов у «Торпедо» (Горький). Потім виступав за «Металург» Запоріжжя (1956), «Металург» Дніпропетровськ (1956).